# Maison Ikkoku
Maison Ikkoku (яп. めぞん一刻 Мэдзон Иккоку, рус. Доходный дом Иккоку) — манга Румико Такахаси, выходившая с 1980 по 1987 год. Maison Ikkoku представляет собой драматический и комедийный роман с участием группы людей, которые проживают в доходном доме города Токио 1980-х годов. Прежде всего история сосредотачивается на постепенно развивающихся отношениях между Годаем Юсаку, бедным и невезучим студентом, и Кёко Отонаси, молодой вдовой и менеджером доходного дома Иккоку.
Манга была адаптирована в 96-серийное аниме, которое транслировалось Fuji TV c 26 марта 1986 по 2 марта 1988 года. В аниме-сериал включены некоторые истории, которые отсутствовали в манге. TV Asahi включили аниме в Топ-100 в 2005 году.
Также манга была переведена на многие языки, а позднее по её мотивам были сделаны ещё несколько аниме, компьютерные игры и игровой фильм.
Манга была распродана тиражом в 25 миллионов копий.

## Сюжет
Главный герой, живущий в доходном доме Иккоку, абитуриент по имени Юсаку Годай, постоянно проваливает вступительные экзамены в университет. Этому способствуют его соседи, постоянно мешающие ему и устраивающие пьянки в его квартире. Однажды в Иккоку появляется новая управляющая — Кёко Отонаси, и Годай с первого взгляда влюбляется в неё. С помощью Кёко ему удаётся сдать экзамены. Теперь Годай рассчитывает, что, получив высшее образование и найдя хорошую работу, он сможет сделать Кёко предложение. Однако Кёко всё ещё не забыла своего покойного мужа и не желает думать о повторном браке.

## Персонажи

### Жильцы дома Иккоку
Юсаку Годай (яп. 五代 裕作 Годай Ю:саку) — главный герой. Годай очень добрый и благородный человек, но немного нерешительный и не очень надёжный. Его жизнь полна несчастьями. В стенах его комнаты две дыры, ведущие в комнаты живущих по соседству Ёцуи и Акэми. Если дыры заделать, Ёцуя проламывает их вновь. Ёцуя, Акэми и Ханаэ регулярно без спроса вламываются в комнату Годая и устраивают там пьяные вечеринки, затягивающиеся на всю ночь, чем постоянно мешают ему учиться. Также соседи постоянно издеваются над ним. Из-за этого Годай проваливает вступительные экзамены в университет. При появлении Кёко Годай влюбляется в неё с первого взгляда. При её поддержке ему удается сдать экзамены и поступить в университет. Несмотря на признание Годая в любви, Кёко поначалу не ответила ему взаимностью. Годай очень скромный и застенчивый, но ради Кёко готов на многое, например, на подарок для неё он готов потратить даже последние деньги и поголодать из-за этого. Он всячески старается ей помочь и поддержать в трудную минуту. Фактически лишь ради неё он так сильно старается окончить университет и найти хорошую работу. Порой Годай фантазирует на тему их романтических отношений и, замечтавшись, попадает в неловкие ситуации, например, врезается в дорожные столбы. В школьные годы Годай занимался регби. Когда Годай уезжает на время из доходного дома к родителям, то Кёко и все соседи скучают без него и чувствуют себя одиноко и грустно, считая Годая «главным ингредиентом» дома Иккоку. Годай невольно стал встречаться с Кодзуэ после неудавшегося свидания с Кёко. Тем не менее, Годай вообще старается не развивать с ней отношения, так как любит он одну только Кёко, но не знает как это сказать непонимающей Кодзуэ. Однажды Годай спас Кёко от падения с крыши, но при этом сам сломал ногу и попал в больницу. Годай хорошо умеет обращаться с детьми, он очень их любит и это взаимно. В детстве Годай каждый день помогал своим родителям по работе в ресторане, даже на летних каникулах, когда все его сверстники отдыхали. К концу сериала Годай стал воспитателем, расстался с Кодзуэ и наконец женился на Кёко. Годай вместе с Кёко наконец обрели своё счастье, и у них родилась дочь, которой они дали имя Харука.
Сэйю: Иссэй Футамата
Кёко Отонаси (яп. 音無 響子 Отонаси Кё:ко) — главная героиня. Девушка с двуличным характером, с одной стороны при чужих людях она стремится вести себя спокойно и доброжелательно, на деле Кёко очень упрямая недотрога, ревнивая и поспешная на выводы. Несмотря на это она также очень заботливая и порядочная девушка. Стала управляющей дома Иккоку, когда ушёл предыдущий управдом. Пытается навести в доме порядок, но также как и Годай является предметом шуток и издевательств сумасбродных соседей. Кёко — молодая вдова. В прошлом она была старостой класса и влюбилась в человека, подрабатывающего учителем по геологии. В результате ещё до поступления в институт она вышла за него замуж. Однако её возлюбленный умер всего через полгода после их свадьбы. С момента его смерти прошёл год, затем и два, три года, но Кёко по-прежнему не хочет забывать своего супруга и отказывается от повторного брака. Даже несмотря на наставления со стороны родителей и свёкра. Она держит собаку по имени «Соитиро», названную так в честь её покойного мужа. В школьные годы Кёко занималась большим теннисом и после перерыва в несколько лет, начав работать в доме Иккоку, продолжила им заниматься. Со временем Кёко влюбляется в Годая в ответ, волнуется и переживает за него, а также очень сильно ревнует его к другим девушкам. Она пытается отрицать это и врать самой себе, а также и отрицать это перед подшучивающими над нею по этому поводу соседями, выставляя заботу о Годае как исключительно рабочую заботу и обязанность управдома. Кёко боится, что если её чувства к Годаю истинные, то это будет означать ложность чувств к её покойному супругу. Но всё-таки Кёко искренне полюбила Годая, хоть и боится ему в этом признаться. Однако она всё же решается на повторный брак, в конце сериала выходит замуж за Годая и рожает девочку.
Сэйю: Суми Симамото
Ёцуя (яп. 四谷 Ёцуя) — таинственный сосед Годая. «Ёцуя» — фамилия персонажа, имя же его остаётся неизвестным. Разным людям он представляется по-разному, например, Годаю он представлялся как Цурудзи, а Кёко — как Кавадатё. Ёцуя очень скрытен. Его место работы неизвестно. Он уходит и приходит в разное время. Все попытки жильцов дома Иккоку получить информацию о Ёцуе хитростью или слежкой заканчиваются провалом. Никто не знает, куда он уходит или уезжает. Сам же он никогда не рассказывает о себе и месте своей работы, говоря, что это секрет. Ёцуя довольно умён и хитёр, но жутко сумасброден, любит выражать свои мысли «танкой» — японским видом поэзии. Постоянно издевается над Годаем, а также шантажирует с целью поесть за его счёт. Он вообще любит поесть и выпить за чужой счёт. «Ёцуя» означает «четыре долины», и это название района города Токио, связанного с известной одноимённой историей о призраке. Также в сериале присутствует намёк на «паранормальную природу» Ёцуи, так как Кэнтаро случайно находит старинный альбом в Иккокукане, где видит фотографии с Ёцуей.
Сэйю: Сигэру Тиба
Акэми Роппонги (яп. 六本木 朱美 Роппонги Акэми) — соседка Годая. Любит выпить и частенько бывает в нетрезвом состоянии. Имеет привычку нагло разгуливать по дому в полуголом виде. Питает романтические чувства к Митаке, хотя и знает, что он влюблён в Кёко. Акэми работает официанткой в ресторане «Ча-Ча Мару», где частенько собираются все жильцы дома Иккоку. В конце сериала Акэми выходит замуж за мастера ресторана «Ча-Ча Мару».
Сэйю: Юко Мита
Ханаэ Итиносэ (яп. 一の瀬 花枝 Итиносэ Ханаэ) — одна из жиличек Иккоку среднего возраста, соседка Годая. С большим интересом наблюдает за развитием отношений Годая и Кёко. Она постоянно суёт свой нос в чужие дела, подслушивает чужие разговоры, а потом разбалтывает их. В частности и по поводу отношений Годая с Кёко. Также как Ёцуя и Акэми обожает выпивку. Частенько налегает на бутылку, а выпив, начинает буйно себя вести, из-за чего ею стыдится её маленький сын Кэнтаро.
Сэйю: Кадзуё Аоки
Кэнтаро Итиносэ (яп. 一の瀬 賢太郎 Итиносэ Кэнтаро:) — сын Ханаэ. Ему нравится Икуко. Стыдится других людей из-за поведения пьяной Ханаэ и очень недоволен тем, что его мама выпивает.
Сэйю: Тика Сакамото

### Прочие персонажи
Соитиро Отонаси (яп. 音無 惣一郎 Отонаси Со:итиро:) — покойный муж Кёко. Соитиро временно работал учителем по геологии в школе, где училась Кёко. Кёко влюбилась в него и вышла замуж, но Соитиро умер через полгода после свадьбы. Кёко искренне любила Соитиро, подобно тому, как Годай любит её. Он был для неё единственным мужчиной. Кёко не может его забыть. Соитиро и Годай схожи по характеру. Также Соитиро — кличка собаки, которую Кёко назвала в честь покойного мужа.
Сэйю: Хидэюки Танака
Митака Сюн (яп. 三鷹瞬 Митака Сюн) — тренер в теннисном клубе, который посещает Кёко. Он красив, хорошо обеспечен, пользуется успехом у девушек. Его прозвали сердцеедом. Встречается с несколькими девушками одновременно. Но на самом деле Митака также старается не заходить далеко в отношениях с девушками, к которым не испытывает чувств. Также как и Годай, он влюбился в Кёко. Митака хорошо умеет готовить. Однажды Митака сделал Кёко предложение, но получил отказ. Однако на этом Митака не останавливается, а продолжает добиваться её расположения. При этом он продолжает встречаться и с другими девушками. Из-за детской травмы Митака панически боится собак (страдает кинофобией) и в частности Соитиро. Тем не менее, ради любви к Кёко он заставляет себя преодолеть свою фобию и даже обзаводится собственным щенком по имени Маккэнро и во многом благодаря ему избавляется от страха к собакам. В конце сериала Митака женился на Асуне. Они стали счастливы, у них родилась двойня, и они ждут ещё одного ребёнка.
Сэйю: Акира Камия
Кодзуэ Нанао (яп. 七尾 こずえ Нанао Кодзуэ) — подруга Годая, с которой он сошёлся после неудавшегося свидания с Кёко. Кодзуэ любит Годая. Годай и Кодзуэ временно работали в одной винной лавке, но Годай не обращал на неё внимания. Кодзуэ не понимает, что Годай любит Кёко, и порой ведёт себя так, как будто уже стала его официальной девушкой или даже невестой. В конце сериала они расстались, и Кодзуэ вышла замуж за своего друга детства.
Сэйю: Миина Томинага
Ягами Ибуки (яп. 八神 いぶき Ягами Ибуки) — староста в классе, в котором Годай проходил практику в роли учителя. Подобно тому, как Кёко влюбилась в Соитиро, Ягами в свою очередь влюбилась в Годая. Однако в отличие от скромной Кёко стеснявшейся Соитиро, Ягами ведёт себя агрессивно, нагло и в открытую пытается соблазнить и заполучить Годая любыми способами.
Сэйю: Юрико Футидзаки
Сакамото (яп. 坂本 Сакамото) — друг и товарищ Годая со времён учёбы. Сакамото несколько раз выручает Годая, когда у того проблемы и Юсаку не может возвращаться в дом Иккоку, предоставляя ему крышу над головой. Правда, иногда Сакамото сам является причиной проблем или неприятностей Годая. Завёл маленького белого котёнка, которого назвал Кёко.
Сэйю: Тосио Фурукава
Асуна Кудзё (яп. 九条 明日菜 Кудзё: Асуна) — дочь богатого семейства, с которой дядя Сюна упорно пытается свести своего племянника ради её денег. Асуна красивая, скромная и застенчивая девушка. Благодаря усилиям дяди она стала невестой Митаки. Более того, Асуна — одержимая собачница. Она держит дома множество собак, предпочитая общение с ними общению с людьми. В конце сериала она выходит замуж за Митаку и рожает от него детей.
Сэйю: Хироми Цуру

## Саундтрек
Открывающие темы
Kanashimi yo Konnichi wa — Юки Сайто
Alone Again (Naturally) — Гилберт О’Салливан
Suki sa — Андзэн Титаи
Sunny Shiny Morning — Киёнори Мацуо
Hi Damari — Кодзо Мурасита
Закрывающие темы
Ashita Hareru k — Такао Кисуги
Ci·ne·maa — Picasso
Get Down — Гилберт О’Салливан
Fantasy — Picasso
Sayonara no Sobyō — Picasso
Begin the Night — Picasso